# Sándor Anna (gordonkaművész)
Sándor Anna (Budapest, 1950. augusztus 8. – 2022. augusztus 19.) magyar gordonkaművész.

## Családja
1950. augusztus 8-án született Sándor Frigyes (1905–1979) hegedűművész, karmester és Dénes Vera (1915–1970) gordonkaművész lányaként. Férje Bánó András (1949–) újságíró, műsorvezető volt, akitől 27 évi házasság után vált el.

## Életútja
1969-ben érettségizett a Bartók Béla Zeneművészeti Szakiskolában. 1969 és 1974 között a Liszt Ferenc Zeneművészeti Főiskolán folytatta zenei tanulmányait.
1973 novemberében lett az édesapja által alapított Liszt Ferenc Kamarazenekar tagja. A zenekar ebben az időszakban, az 1970-es és 1980-as években élte a fénykorát. Sokat turnéztak külföldön és minden földrészen felléptek. Norvégia kivételével egész Európát bejárták. Volt olyan év, amikor egy évben négy-öt hónapot is külföldön töltöttek. Emellett számos lemezfelvételt is készítettek. Közel 44 éven át volt a zenekar tagja, 2017. május 24-én vonult nyugdíjba.
Négy idegen nyelven beszélt. Németül és angolul gyerekkorában tanult meg, franciául és hollandul már felnőttként.

## Díjai, elismerései
- Bartók Béla–Pásztory Ditta-díj (1984, a Liszt Ferenc Kamarazenekar tagjaként)